# Christian Harl
Christian Harl (* 21. Februar 1824 in Reichenhall; † 23. Februar 1902 in Dorfen) war katholischer Geistlicher und Mitglied des Deutschen Reichstags.

## Leben
Harl besuchte das Gymnasium und Lyceum in Freising und die Universität München. Seit der Priesterweihe am 29. Juni 1850 war er in der Seelsorge als Hilfspriester, Pfarrkurat und Pfarrer tätig. Seit 1882 war er Dechant, Pfarrer und Priesterhausdirektor in Dorfen.
Von 1893 bis 1898 war er Mitglied des Deutschen Reichstags für den Reichstagswahlkreis Oberbayern 5 (Wasserburg, Erding, Mühldorf) und die Deutsche Zentrumspartei.